# کاندومبه
کاندومبه (به اسپانیایی: Candombe) نوعی موسیقی و رقص اروگوئه‌ای‌‎‎ است که از بردگان سیاه‌پوست آفریقایی نشئت گرفته‎است. کاندومبه یکی از مظاهر مهم فرهنگ اروگوئه است و یونسکو آن را از سال ۲۰۰۹ میلادی در فهرست میراث فرهنگی ناملموس بشر قرار داده است. کاندومبه همچنین به‌میزان کمتری در آرژانتین و پاراگوئه و برزیل اجرا می‌شود. در آرژانتین می‌توان آن را در بوئنوس آیرس و سانتافه و پارانا و کورینتس یافت. در پاراگوئه این سنّت در کامباکوآ (Kamba Kua) در «فرناندو دلا مورا» در نزدیکی آسونسیون ادامه دارد. در برزیل هم کاندومبه همچنان چهرهٔ مذهبی‌اش را حفظ کرده است و در ایالت میناز ژرایس یافت می‌شود.
این سبک موسیقی اروگوئه‌ای بر پایهٔ سه طبل چیکو (chico) و رپیکه (repique) و پیانو (piano) استوار است و معمولاً در ماه فوریه در رژه‌های رقص جشن‌های خیابانی (کارناوال‌ها) در مونته‌ویدئو اروگوئه اجرا می‌شود.

## ریشه‌ها

### در اروگوئه
دههٔ سوم قرن ۱۹ میلادی، زمان آغاز استفاده از واژهٔ کاندومبه در مونته‌ویدئو از سوی انجمن‌های خودیاری رقص بود که توسط آفریقایی‌تباران ایجاد شده بودند. این واژه در زبان کنگویی یعنی «متعلق به سیاهان». در مونته‌ویدئو این واژه فقط مربوط به یک رقص یا یک نوع موسیقی یا یک تجمع نیست؛ بلکه همهٔ این موارد را در بر می‌گیرد. رقص کاندومبه از ادغام چند سنّت آفریقایی پدید آمد. ابداعات پیچیده‌ای در آن گنجانده شد، از جمله بخشی پایانی با ضرباهنگ بسیار سریع و مهیج، گام‌های آزاد و بداهه، و حرکات پرانرژی و نیمه‌ورزشی. کاندومبه در اروگوئه همچنین به یک گروه موسیقی گفته می‌شود که ساز کاندومبهٔ اروگوئه‌ای را در رژهٔ رقص ویژه‌ای با نام Desfile de Llamadas در محله‌های «سور» (Sur) و «پالرمو» در مونته‌ویدئو اروگوئه می‌نوازد.